# Музей трамвая (Порту)
Музей трамвая (порт. Museu do Carro Eléctrico) — музей, находящийся в ведении STCP. Он был открыт в 1992 году и расположен в здании бывшей термоэлектрической электростанции рядом с рекой Дуэро во фрегезии Масарелуш, Порту, Португалия. Здесь представлены материалы, связанные с историей трамваев в Порту. Коллекция содержит 16 электрических трамваев, 5 прицепов и два транспортных средства технического обслуживания, а также бывшее оборудование электростанции, которое обеспечивало электроэнергией трамвайные линии.

## Здание
Строительство здания в качестве электростанции было завершено в 1915 году. Оно состоит из двух больших залов, которые были, соответственно, залом для парогенераторов (котлов) и машинным отделением. До 1940-х годов электростанция производила достаточно энергии для питания трамвайной сети. Однако с увеличением количества электрических трамваев в обращении, трамваи стали частично зависеть от городского электроснабжения, и в 1960-х годах производство энергии на станции прекратилось, хотя она продолжает работать в качестве подстанции для трех оставшихся трамвайных линий. Музей был открыт на этом месте в мае 1992 года. В одном зале здания находятся трамваи, а в другом — электрооборудование. В дополнительном сарае находятся трамваи, которые до сих пор используются. Музей был закрыт в декабре 2012 года, но вновь открылся в ноябре 2015 года после ремонта стоимостью около 1 миллиона евро.